# Marghe e sua madre
Pour plus de détails, voir Fiche technique et Distribution.
Marghe e sua madre (persan : مارگه و مادرش ; anglais : Marghe and Her Mother) est un film dramatique britanno-irano-italien réalisé par Mohsen Makhmalbaf et sorti en 2019.
Le film a été présenté en avant-première au Festival de Busan 2019 de Corée du Sud en octobre 2019, en tant qu'« icône » du festival. Il a également été sélectionné comme film de clôture du 50e Festival international du film d'Inde, en 2019.

## Synopsis
En Italie, Claudia est une jeune mère célibataire qui vit avec sa fille Marghe, une fillette précoce de six ans. Lorsque Claudia est expulsée de chez elle parce qu'elle n'est pas en mesure de payer le loyer, elle confie Marghe à une voisine, tandis qu'elle part à la recherche de nouvelles opportunités d'emploi et d'amour.

## Fiche technique
- Titre original italien : Marghe e sua madre[2],[3]
- Titre iranien : مارگه و مادرش[4],[5]
- Titre anglais : Marghe and Her Mother[6]
- Réalisation : Mohsen Makhmalbaf
- Scénario : Marzieh Meshkini, Mohsen Makhmalbaf
- Photographie : Maysam Makhmalbaf
- Montage : Flavio Russo
- Musique : Farid Pirayesh
- Production : Pandora da Cunha Telles, Pablo Iraol, Philippe Avril, Elias Ribeiro, Beto Rodrigues
- Société de production : Allelammie, Rai Cinema, Makhmalbaf Film House, Mediterranea Cinematografica
- Pays de production :  Italie -  Iran -  Royaume-Uni
- Langue originale : italien
- Format : couleurs
- Genre : drame
- Durée : 101 minutes
- Dates de sortie : 
  - Corée du Sud : octobre 2019 (Festival de Busan 2019)

## Distribution
- Ylenia Galtieri : Claudia [7]
- Margherita Pantaleo : Marghe [7]
- Paolo C. Santeramo : Alessandro
- Raffaella Gallo : Giulia [7]
- Danilo Acinapura : Alberto